# NGC 6214
NGC 6214 é uma galáxia espiral (Sbc) localizada na direcção da constelação de Draco. Possui uma declinação de +66° 02' 23" e uma ascensão recta de 16 horas, 39 minutos e 31,8 segundos.
A galáxia NGC 6214 foi descoberta em 2 de Agosto de 1884 por Lewis A. Swift.